# Mapania debilis
Mapania debilis är en halvgräsart som beskrevs av Charles Baron Clarke. Mapania debilis ingår i släktet Mapania och familjen halvgräs. Inga underarter finns listade i Catalogue of Life.